# Kama Sywor Kamanda

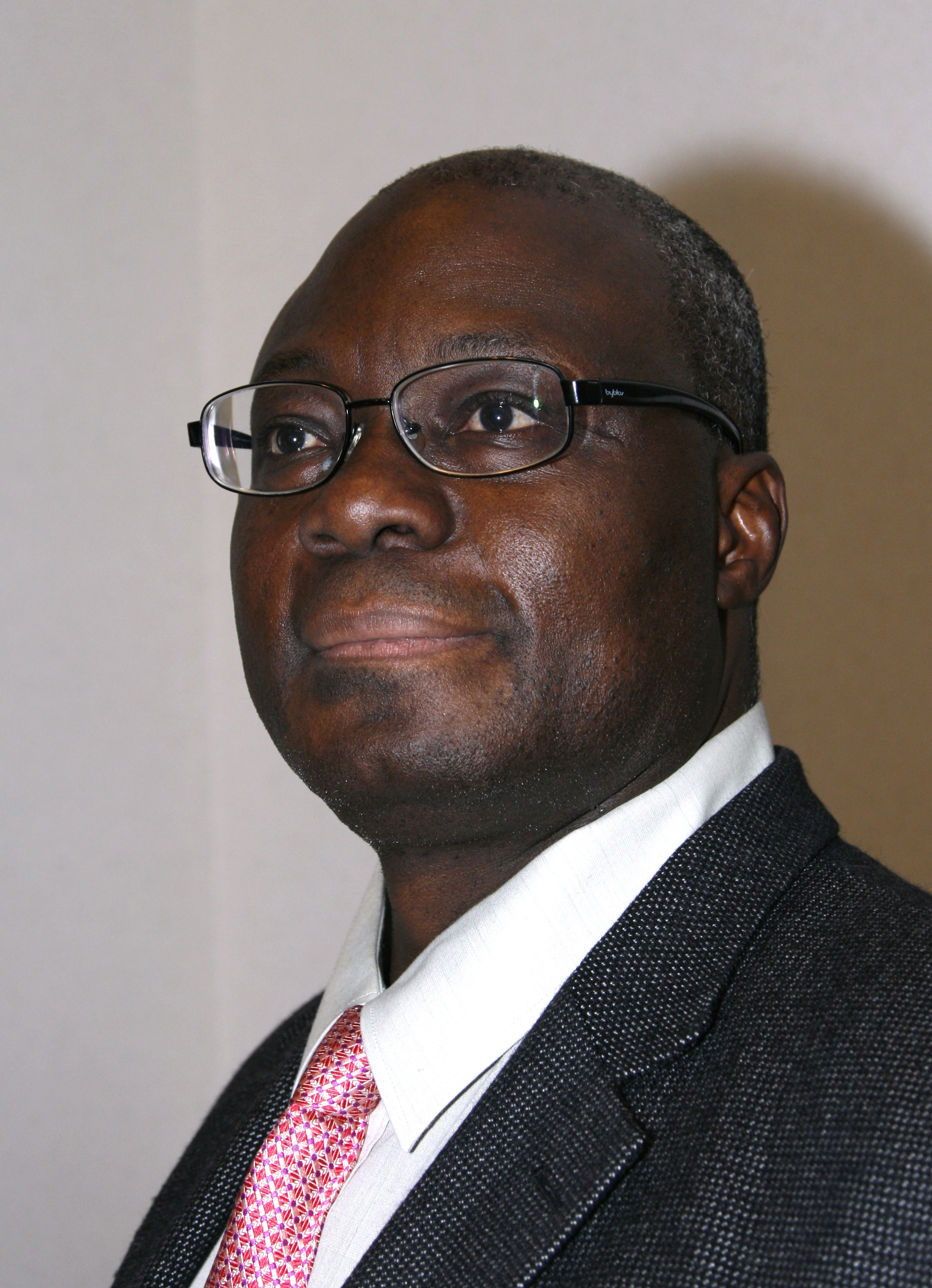

Kama Sywor KAMANDA se distingue por sus cuentos literarios y ser el creador del|kamanda]] para los que se inspira tanto en sus experiencias personales como en su imaginación y en las tradiciones y realidades del continente negro. Relatos mágicos concebidos por una mente visionaria, sus cuentos están impregnados de la cultura y de la civilización de todas las tierras africanas. 
Poeta, Kama Sywor KAMANDA, ha logrado dar un nuevo soplo y grandiosidad a la poesía contemporánea gracias a la riqueza de su lenguaje y a su dominio de la metáfora. Sus versos, que a menudo compara con las olas del océano, son ciertas veces ventarrones que azotan y dejan sin aliento y otras, suaves brisas que acarician. 
Novelista, Kama Sywor KAMANDA lleva dentro de él su África y sus sueños. Verdadero resistente ante los poderes totalitarios, se revela al mismo tiempo cómplice con los hombres y mujeres que luchan en silencio por el respeto de sus derechos o por su supervivencia y la de sus hijos. Escritor comprometido, siempre se ha considerado como “un alma errante entre los sueños y las ilusiones, las alegrías y las penas del mundo africano”.

## Biografía
Kama Sywor Kamanda, escritor africano, nació en el Congo en 1952.

## Reconocimiento Internacional
- 1987 - Premio “Paul Verlaine”, Academia Francesa
- 1990 - Premio “Louise Labé”
- 1991 - Gran premio literario de África negra
- 1992 - Mención especial “Poésiades”, Instituto Académico de París
- 1992 - Jazmín de plata por originalidad poética, Sociedad Literaria “Le Jasmin d’Argent”
- 1993 - Premio “Théophile Gauthier”, Academia Francesa
- 1999 - Premio “Melina Mercouri”, Asociación de poetas y escritores griegos
- 2000 - Poeta del milenario 2000, International Poets Academy, Inde
- 2000 - Ciudadano de honor Joal-Fadiouth, Senegal
- 2002 - Gran premio de poesía, Sociedad Internacional de escritores griegos
- 2005 - “Top 100 writers 2005”, International Biographical Centre, Cambridge
- 2005 - Profesional del año 2005, International Biographical Centre, Cambridge
- 2005 - Hombre del año 2005, American Biographical Institute
- 2005 - Certificado “Maurice Cagnon”, certificado de honor por contribución
- excepcional a la francofonía, Consejo Internacional de Estudios Francófonos
- 2006 - “Master Diploma for Speciality Honors in Writing”, World Academy of
- Letters, Estados Unidos
- 2006 - “International Peace Prize 2006”, United Cultural Convention, Estados Unidos
- 2009 - Premio “Heredia”, Academia Francesa